# Filme de monstro

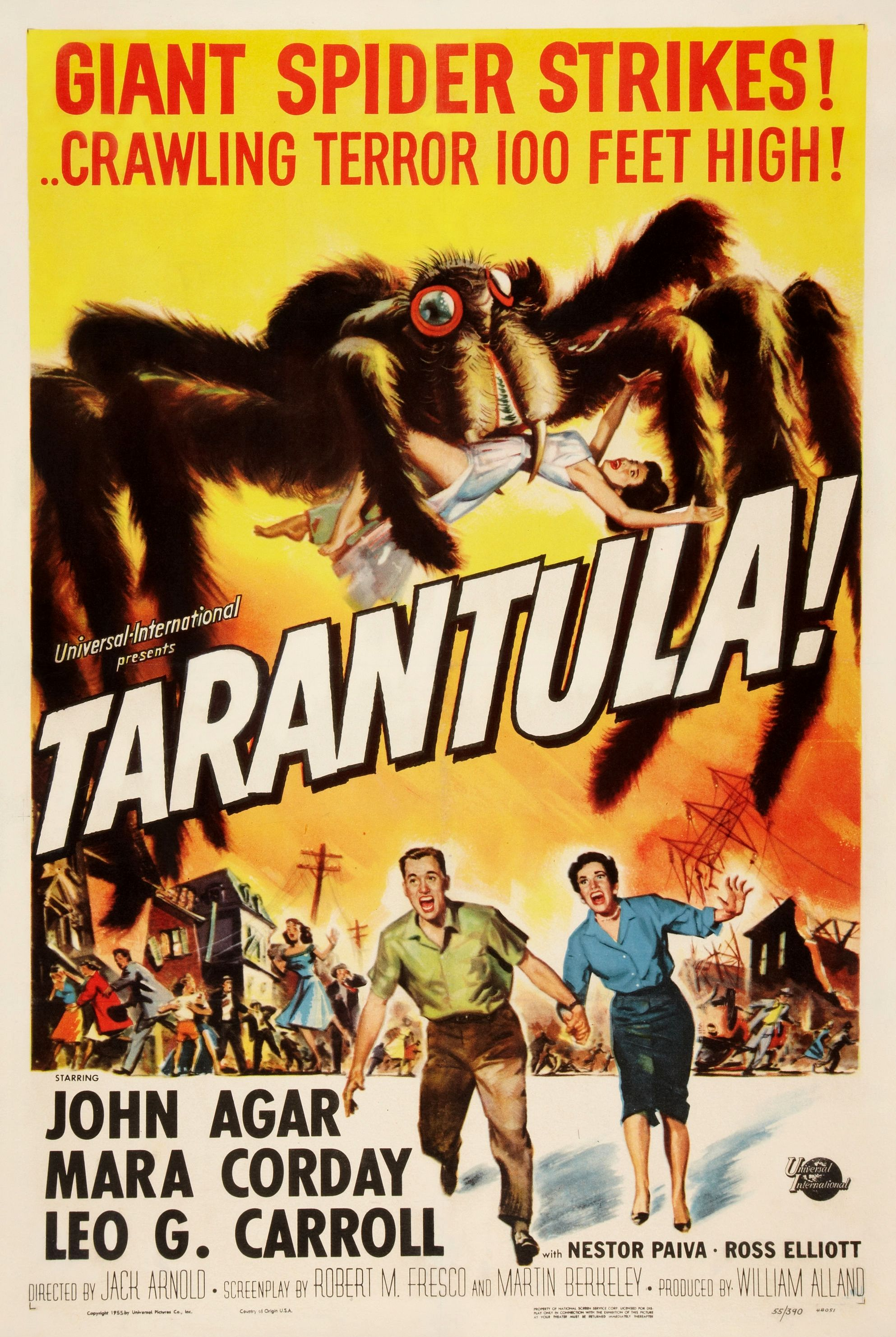
Cartaz promocional de Tarantula (1955).

Filme de monstro, filme de monstros gigantes ou filme de criatura é um subgênero cinematográfico centrado em personagens que lutam para sobreviver aos ataques de um ou mais monstros antagonistas, os quais são muitas vezes caracterizados como anormalmente grandes. Essas produções podem se enquadrar nos gêneros de terror, fantasia ou ficção científica. Originaram-se como adaptações do folclore e da literatura de horror e os registros mais antigos datam da era dos filmes mudos.
A partir da década de 1950, essas obras começaram a se popularizar de maneira expressiva, particularmente nos Estados Unidos e no Japão. Além disso, passaram a incorporar as grandes inquietações sociais e políticas de cada época, tais como o temor de conflitos bélicos nucleares pós-Segunda Guerra Mundial e a crescente preocupação ambiental dos anos 1960 e 1970. O subgênero é tão abrangente que inclui desde produções descritas como filmes trash até representantes premiados com o Oscar como Jaws (1975) e Jurassic Park (1993). King Kong e Godzilla estão entre os principais personagens dessa vertente cinematográfica.

## Definições e contextualização
Filme de monstro é um termo coloquial para um subgênero dentro do cinema de terror, ficção científica e fantasia, tradicionalmente caracterizado pela ameaça de algo grande e assustador ou, ainda, de um grupo de seres pequenos. Nesse contexto, a ideia de monstruosidade pode ser entendida de forma restrita ou mais ampla. A princípio, há uma tendência de se designar como monstros apenas animais gigantes hostis. Contudo, o conceito de "filme de monstro" é um pouco mais abrangente, incluindo desde batalhas do ser humano contra o mundo natural, como em Jaws, até lutas contra o eu reprimido, como visto em quase todos os filmes sobre lobisomens. Muitas produções subvertem a noção negativa de monstro, apresentando seres amigáveis e incompreendidos que nunca quiseram causar nenhum dano. Originalmente, os monstros eram representados pelo uso de recursos como maquiagem, próteses, fantoches, animatrônicos e trajes de criatura. Nos filmes modernos, a maioria passou a ser feita em CGI.
Outro termo usado para essas obras é "filme de criatura", o qual é tão simples que permite um vasto número de interpretações, referindo-se a filmes que podem incluir, por exemplo, macacos enormes, dinossauros, leviatãs como tubarões e polvos, plantas carnívoras, insetos, aracnídeos e roedores (gigantes ou em enxames), humanos colossais, robôs, zumbis e alienígenas. Quanto aos monstros humanos ou humanoides, sua origem remonta à literatura erudita e popular de séculos anteriores (ficção gótica, lendas e mitos antigos, folhetins e romances de feiras).  Na literatura gótica, um dos mitos mais conhecidos é o do corcunda do romance Notre-Dame de Paris (1831), escrito por Victor Hugo; o monstro descrito em Frankenstein (1818), de Mary Shelley, e o conde vampiro de Dracula (1897), criado por Bram Stoker, estão entre as figuras que originaram a noção do "monstro humano" cinematográfico, na qual assassinos em série, canibais e personagens patologicamente insanos também podem ser incluídos.
Os enredos desses filmes tendem a ser baseados no arquétipo narratológico de "superação do monstro", no qual o protagonista se propõe a derrotar uma força agressiva que ameaça sua própria vida, família ou terra natal. Trata-se de uma antiga forma de narrativa que descreve alegoricamente uma parte fundamental da experiência humana, o conflito com o outro; suas raízes literárias são encontradas nas histórias de Perseu, Teseu e Beowulf. Embora os monstros sejam associados imediatamente a vilões, muitos podem ser, na verdade, os protagonistas de seus filmes. Recorrentemente, em particular nas obras sobre criação de seres monstruosos fabricados, como Frankenstein, há uma tentativa de humanização interior desses personagens; assim, por exemplo, a verdadeira monstruosidade não está na criatura humanoide e sim no médico louco que a criou, não está no indivíduo fisicamente deformado, mas na deformação mental daqueles que riem ou que ganham dinheiro à custa da diferença dele.

## História

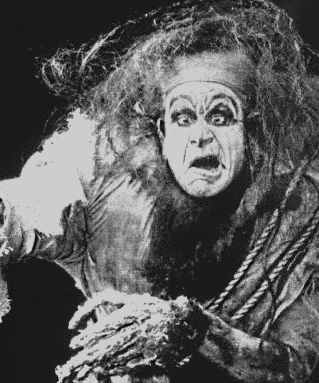
Charles Ogle como o monstro de Frankenstein no curta Frankenstein (1910), primeira adaptação do livro homônimo para o cinema.

### Primeiros representantes
As primeiras aparições de monstros em filmes ocorreram ainda na era do cinema mudo. Nos Estados Unidos, o registro mais antigo é o do curta-metragem Frankenstein, filmado por Thomas Edison e lançado em 1910. É a primeira adaptação do romance Frankenstein, de Mary Shelley, para o cinema; a criatura central da trama foi interpretada por Charles Ogle. Quanto aos longas-metragens, algumas produções alemãs dessa época estão entre as pioneiras a incluir monstros. Dirigido por Paul Wegener, Der Golem (1915), cujo vilão é um golem, geralmente é apontado como o "primeiro filme de monstro". Também são considerados expoentes seminais do estilo a representação do vampiro em Nosferatu, Eine Symphonie des Grauens (1922), e o dragão que enfrenta o protagonista em Die Nibelungen (1924), de Fritz Lang.
Os estúdios de cinema norte-americanos começaram a lançar seus primeiros sucessos com monstros no início dos anos 1920. Essas produções eram rotuladas como creature features, expressão que originalmente se referia a filmes e atrações de televisão com temas de terror. Os exitosos The Hunchback of Notre Dame (1923) e The Phantom of the Opera (1925) levaram a Universal Pictures a produzir, ao longo das três décadas seguintes, quase 50 filmes focados em seres monstruosos, o que originou a mais antiga cinessérie num universo ficcional compartilhado:  a franquia Monstros da Universal. Após os lançamentos de Dracula e Frankenstein em 1931, seguiram-se The Mummy (1932), The Invisible Man (1933), Werewolf of London (1935), Creature from the Black Lagoon (1954) e diversas sequências protagonizadas pelos respectivos monstros de cada longa; Frankenstein Meets the Wolf Man (1943) fez história como o primeiro filme crossover de estúdio.
A aventura fantástica The Lost World (1925), baseada no livro homônimo de Arthur Conan Doyle, é referida como o primeiro filme autenticamente "de criatura". O foco de sua história são dinossauros, que se tonaram base para muitos filmes futuros. O animador Willis O'Brien usou a técnica do stop motion para criar os répteis. Ele começou a trabalhar em dois projetos não concluídos, Atlantis e Creation, antes de elaborar efeitos para King Kong (1933), dirigido por Merian C. Cooper e produzido pela RKO Pictures. Esse filme é basicamente uma reimaginação de The Lost Word com um gorila gigante. Tornou-se um dos exemplos mais famosos de um filme de monstro e também é considerado um marco na história do cinema. O personagem King Kong converteu-se em ícone cultural, aparecendo em muitos outros filmes e mídias desde então.

### O auge na década de 1950
King Kong inspirou muitos outros filmes e aspirantes a animadores, notavelmente Ray Harryhausen, que colaboraria com O'Brien em Mighty Joe Young (1949), uma releitura cômica da história do enorme primata. O relançamento de King Kong em 1952 estimulou Harryhausen a trabalhar em The Beast from 20,000 Fathoms (1953), cujo enredo é sobre uma espécie fictícia de dinossauro descongelada no Ártico por testes nucleares. Essa obra estimulou uma onda de filmes de criatura que incorporavam os temores da Era Atômica. Nessas produções, geralmente os monstros são criados pela ciência irresponsável ou são forçados a atacar para proteger seu habitat; heróis são soldados, heroínas cientistas, a criatura destrói uma área metropolitana, derrota as forças militares no segundo ato e é morta pelo herói num clímax de coragem suicida que envolve um plano tido como loucura. Entre os representantes dessa fórmula popular e muito imitada estão: Them! (1954), Creature from the Black Lagoon (1954), It Came from Beneath the Sea (1955), Tarantula (1955), Beginning of the End (1957) e 20 Million Miles to Earth (1957).

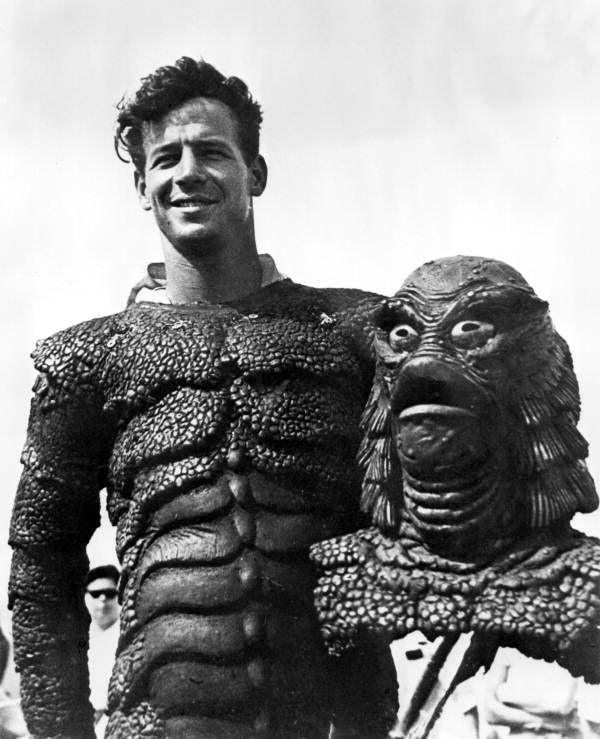
Ricou Browning, um dos intérpretes do monstro de Creature from the Black Lagoon (1954), usando o traje do personagem.

O mais duradouro dos monstros atômicos é Godzilla, dinossauro mutante cuja primeira aparição foi em Gojira (1954), do estúdio japonês Toho. Essa obra adaptou o conceito nuclear de The Beast from 20,000 Fathoms de uma perspectiva japonesa, baseando-se em eventos históricos recentes na época, especialmente os bombardeios atômicos de Hiroshima e Nagasaki em 1945 e o incidente do Daigo Fukuryū Maru em 1954. Na trama, Tóquio é destruída de forma realista e angustiante, enquanto a resolução é sombria e pessimista. Em vez da convencional representação em stop motion, o réptil gigantesco é tradicionalmente interpretado por um ator de traje. Godzilla, King of the Monsters! (1956), uma versão americanizada reeditada de Gojira para o mercado norte-americano, inspirou notavelmente Steven Spielberg quando jovem; ele o descreveu como "o mais magistral de todos os filmes de dinossauros" porque "fazia você acreditar que aquilo estava realmente acontecendo".
O sucesso de Gojira originou a franquia cinematográfica mais extensa da história. Até 2022 haviam sido lançadas mais de quarenta produções envolvendo o personagem, considerando-se os originais japoneses, as adaptações hollywoodianas e derivados em animação. Godzilla tornou-se um marco da cultura pop mundial. No Japão, inspirou muitos outros filmes com monstros gigantes (kaiju), incluindo a mariposa Mothra, o pterossauro Rodan, o dragão de três cabeças King Ghidorah, a lagosta Ebirah e a versão robótica de Godzilla, Mechagodzilla. Entre os filmes ocidentais influenciados pelos kaiju, está o britânico Gorgo (1961), no qual um monstro liberado por um vulcão é capturado e exposto até que sua mãe apareça para recuperá-lo, trama posteriormente adaptada no longa norte-americano Jaws 3-D (1983).
Paralelamente, durante os anos 1950, começou a se desenvolver nos Estados Unidos o chamado cinema trash, cujas produções muitas vezes recorrem ao uso de monstros. Os filmes trash são uma variação dos filmes B surgidos nos anos 1930 e caracterizam-se por orçamentos baixíssimos, atuações ruins, efeitos especiais amadores, erros de continuidade e outros defeitos, atributos que posteriormente conferiram-lhes o aspecto cult. A maioria era feita de forma independente, fora dos grandes estúdios de Hollywood ou no exterior, voltando-se principalmente para o mercado de cinema drive-in. Entre os principais cineastas dessa vertente estão Roger Corman e Ed Wood. Frequentemente descrito como o "pior diretor da história", Wood dirigiu obras como Bride of the Monster (1955) e Plan 9 from Outer Space (1959), que figura em muitas listas como "o pior filme do mundo". Outra produção trash, The Creeping Terror (1964), também é considerado um dos piores filmes já feitos.

### Evolução do subgênero
Os filmes de monstros, embora ainda fossem produzidos, ficaram menos populares na América do Norte e no Reino Unido na década de 1960; o grande público preferia suspenses como Psycho (1960), histórias de fantasmas como The Innocents (1961), giallos e outras produções estrangeiras. No entanto, os kaiju japoneses continuavam com a popularidade em alta. Em 1962, a Toho produziu Kingu Kongu tai Gojira, um dos filmes de maior bilheteria da história do Japão; apresentando um confronto entre Godzilla e King Kong, marcou a primeira aparição de ambos os personagens em cores na tela e tornou-se um dos mais notórios crossovers cinematográficos. Em 1965, o estúdio japonês Daiei iniciou sua própria franquia kaiju para rivalizar com a de Godzilla, na forma de Gamera. Ray Harryhausen continuou a trabalhar em vários filmes como The Valley of Gwangi (1969), enquanto a Toho produziu mais sete sequências de Godzilla e outros kaiju como Mothra (1961).

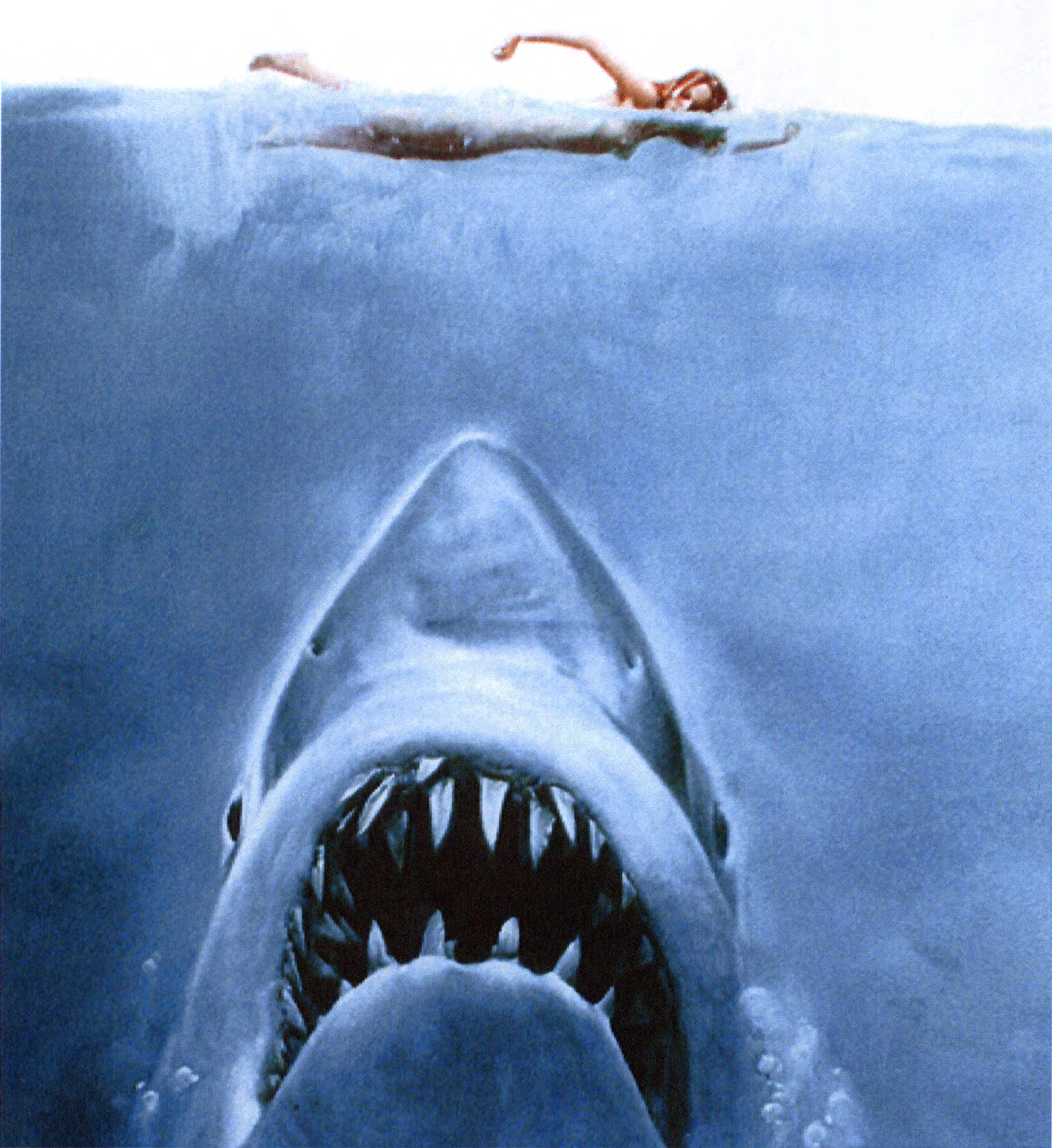
Considerado um grande marco na história do cinema, Jaws (1975) é também um dos poucos filmes com uma criatura monstruosa a ser inspirado em eventos reais.

A partir do final da década de 1950, começaram a se difundir nos Estados Unidos periódicos especializados em produções cinematográficas com monstros. A revista Famous Monsters of Filmland, criada por Forrest J. Ackerman e lançada em 1958, foi uma das pioneiras e está entre as mais influentes publicações desse tipo. Uma revista concorrente, The Monster Times, realizou em 1973 uma pesquisa entre seus leitores para determinar o monstro mais popular do cinema. Como resultado, Godzilla foi eleito o favorito pela maioria do público, superando personagens como Conde Drácula, o monstro de Frankenstein, King Kong, o Lobisomem, a Múmia e o Monstro da Lagoa Negra.
À medida que a preocupação ambiental substituía a ansiedade nuclear, o cinema de monstros das décadas de 1960 e 1970 voltava-se para a temática da natureza em revolta ou "horror ecológico". O modelo para enredos desse tipo é, essencialmente, a novela The Terror (1917), de Arthur Machen, na qual o mundo natural ataca o humano como resposta à Grande Guerra; outra influência foi o longa The Naked Jungle (1954), em que o protagonista interpretado por Charlton Heston enfrenta um ataque de formigas de correição. Exemplos notáveis de animais assassinos em filmes setentistas incluem anfíbios em Frogs (1972), coelhos em Night of the Lepus (1972), formigas em Phase IV (1974), tarântulas em Kingdom of the Spiders (1977), abelhas em The Swarm (1978), piranhas em Piranha (1978) e jacarés americanos em Alligator (1980).

O filme Alien (1979), que combinou de maneira inovadora elementos de horror e ficção científica, introduziu a figura do alienígena xenomorfo.

O suspense de grande sucesso Jaws (1975), dirigido por Spielberg, foi influenciado por obras anteriores como King Kong e Godzilla. É considerado um "filme de monstro aquático" e um dos poucos representantes do subgênero baseados num incidente real: os ataques de tubarão em Nova Jersey em 1916, que inspiraram Peter Benchley a escrever o romance homônimo do qual o longa foi adaptado. O livro tinha um subtexto político que foi evitado no filme em favor de um retorno aos valores tradicionais do cinema de monstros: um enorme tubarão-branco, criado pela equipe de efeitos especiais por meio da técnica da animatrônica, ataca um balneário popular até ser caçado e fortuitamente morto pelo herói comum, o chefe de polícia de uma pequena cidade.
O diretor John Guillermin refilmou King Kong em 1976. O alienígena xenomorfo estreou em 1979 no filme de terror e ficção científica Alien, de Ridley Scott, obra que explorou as possibilidades góticas, de conto de fadas e sexualmente surreais do subgênero. Nesse mesmo ano, a revista Fangoria começou a ser publicada em resposta à popularidade do gênero. Nas décadas de 1970 e 1980, os monstros protagonizaram muitas comédias de terror, como Young Frankenstein (1974) de Mel Brooks, An American Werewolf in London (1981) de John Landis, Q - The Winged Serpent (1982) de Larry Cohen, Fright Night (1985) de Tom Holland, Creepshow (1982) de George Romero e Tremors (1990) de Ron Underwood. Pouco antes da revolução tecnológica que possibilitou a criação de efeitos especiais por CGI, a última geração de artistas de efeitos práticos era elogiada pela qualidade e realismo de suas criações: Rick Baker, Stan Winston e Rob Bottin estão entre os nomes mais notáveis da indústria.
Na década de 1990, arquétipos como o horror ecológico começaram a se repetir em filmes como Arachnophobia (1990) e Deep Blue Sea (1999), rotulado de "Tubarão dos anos 2000". O estilo de King Kong e Godzilla retornou de forma inovadora em Jurassic Park (1993), dirigido por Spielberg e baseado no romance de Michael Crichton. Essa obra revolucionou o gênero com uso combinado de CGI e animatrônicos para recriar dinossauros. Foi um enorme êxito comercial e de crítica, detendo o título de maior bilheteria de todos os tempos até ser superado por Titanic em 1997. Tamanho sucesso popularizou dinossauros como Tyranossaurus rex e Velociraptor, gerou um interesse renovado pela paleontologia e motivou debates sobre os avanços da engenharia genética. A tecnologia avançada da animação contemporânea também tornou possível reviver lendas medievais sobre dragões. O longa-metragem de sucesso Dragonheart (1996) mostrou um dragão amigável dublado por Sean Connery.

### Ressurgimento e universo compartilhado
Os filmes tradicionais de monstros ressurgiram para um público mais amplo no final dos anos 1990. Apesar do bom desempenho comercial, a primeira refilmagem americana de Godzilla (1998) foi criticada por sua criatura muito diferente da versão clássica. Em 2002, o filme de monstro Le Pacte des loups (2001) tornou-se o segundo filme em língua francesa de maior bilheteria nos EUA nas últimas duas décadas. Em 2004, a Toho anunciou o encerramento da franquia Godzilla após lançar Gojira Fainaru Wōzu. Inspirado no King Kong original e nos filmes de Harryhausen, Peter Jackson dirigiu uma refilmagem de King Kong (2005), sucesso de público e crítica. O sul-coreano Gwoemul (2006) envolveu mais conotações políticas que o comum no subgênero, tornando-se uma alegoria ao estilo Gojira da presença militar dos EUA na Coreia do Sul. Enquanto isso, o horror ecológico retornava de forma hiper-realista em obras como Eight Legged Freaks (2002) e Snakes on a Plane (2006) e o cinema indie explorava o grotesco da relação entre horror e sexo em filmes como Teeth (2007) e Bad Biology (2008), nos quais a genitália humana é fonte de monstruosidade.

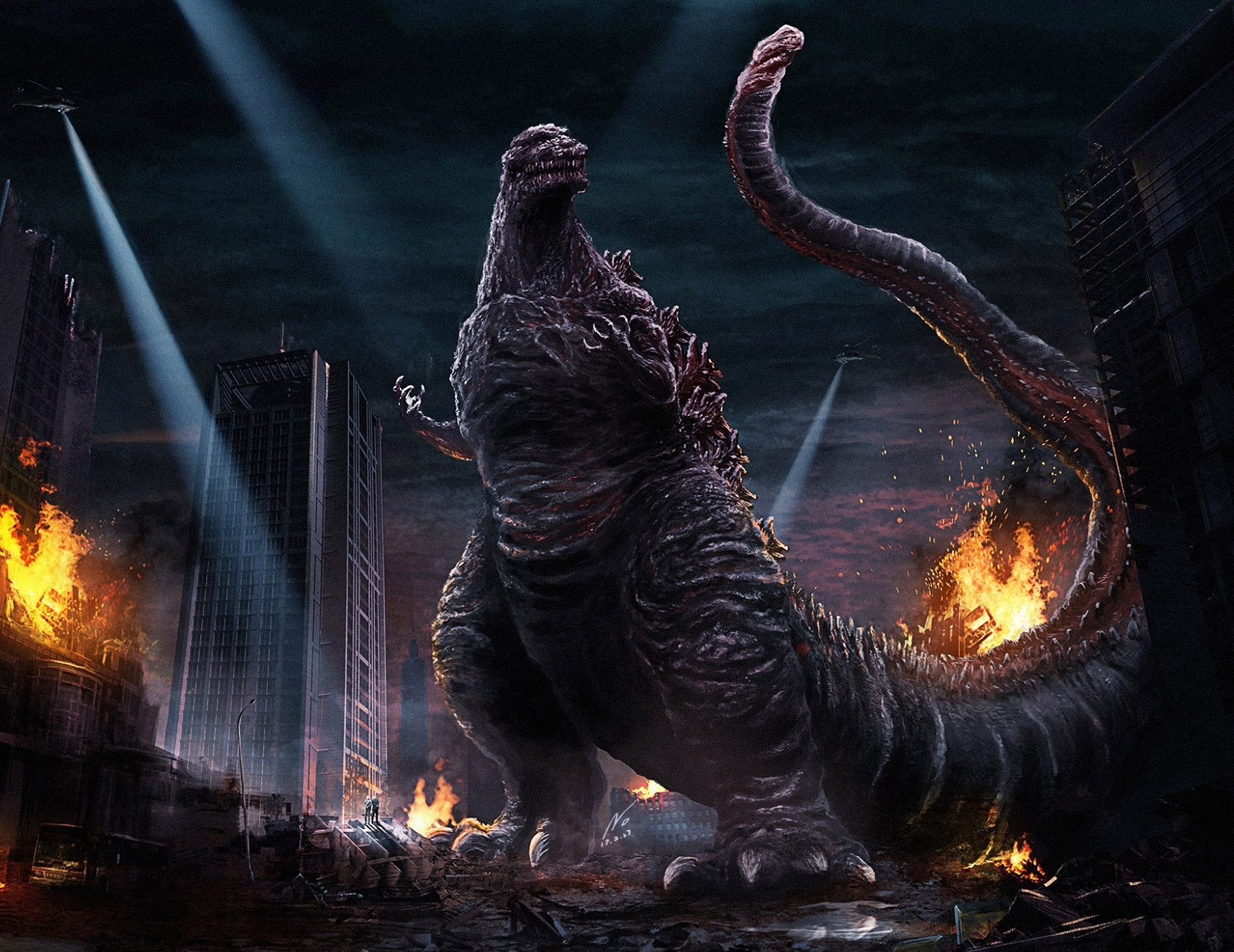
Ilustração de Godzilla conforme o visual de Shin Gojira (2016).

O suspense Cloverfield (2008), realizado no estilo dos filmes clássicos de monstros, concentra-se inteiramente na perspectiva e nas reações do elenco humano, sendo interpretado como uma alegoria do terrorismo e dos ataques de 11 de setembro de 2001. Em The Water Horse: Legend of the Deep (2007), o lendário monstro do lago Ness é retratado como uma criatura amigável ameaçada por humanos excessivamente agressivos. Monsters (2010), vencedor do Prêmio British Independent Film, apresentou a história de uma epidemia de monstros da perspectiva das pessoas afetadas por ela, de maneira semelhante a Cloverfield. Embora não totalmente focados em monstros, sucessos comerciais como The Avengers e Prometheus contêm cenas que apresentam monstros representando ameaças aos protagonistas.
Em 2013, a Warner Bros. e a Legendary Pictures lançaram Pacific Rim, de Guillermo del Toro. Apesar de o filme ter sido fortemente influenciado pelos gêneros kaiju e anime mecha, o cineasta desejava criar algo original, em vez de fazer referência a trabalhos anteriores. O longa foi um sucesso moderado nos Estados Unidos, mas obteve êxito de bilheteria no exterior, recebendo críticas positivas pelo visual inspirado nas criaturas gigantes da cultura japonesa; uma sequência, Pacific Rim: Uprising, foi lançada em 2018. Na época, del Toro também inspirou-se no Monstro da Lagoa Negra para criar o romance fantástico The Shape of Water (2017), que venceu o Oscar de melhor filme.
Em 2014, a franquia Godzilla foi reinicializada com um filme homônimo dirigido por Gareth Edwards e lançado pela Warner e Legendary Pictures, cuja intenção inicial era produzir uma trilogia sob a direção de Edwards. Pouco depois, a Legendary anunciou um universo cinematográfico compartilhado entre Godzilla e King Kong, intitulado MonsterVerse. Em 2016, a Toho reiniciou a franquia Godzilla com Shin Gojira, dirigido por Hideaki Anno. Em 2017, estreou Kong: Skull Island, uma reinicialização da franquia King Kong e o segundo filme do MonsterVerse. O terceiro longa, Godzilla: King of the Monsters, foi lançado em 2019; Michael Dougherty dirigiu o filme, no qual também apareceram Rodan, Mothra e King Ghidorah. O quarto filme, Godzilla vs. Kong, com direção de Adam Wingard, estreou em 2021.